# Lípa na Vídeňské v Krči
Lípa na Vídeňské v Krči je památný strom, který roste v Praze 4 na Vídeňské ulici mezi lokalitami Zelené Domky a Zelené Údolí poblíž Fyziologického ústavu AV ČR.

## Parametry stromu
- Výška (m): 18
- Obvod (cm): 347
- Ochranné pásmo: ze zákona
- Datum prvního vyhlášení: 14.11.1998
- Odhadované stáří: 180 let (k roku 2016)[1][2]

## Popis
Strom má nadprůměrný vzrůst a věk. Jeho mohutný kmen se rozděluje na tři hlavní větve, které se dále větví a tvoří obdélníkovou korunu. Koruna se naklání východním směrem od silnice a byla již několikrát ošetřena, protože její větve prosychají vzhledem ke svému stanovišti u frekventované silnice. Zdravotní stav lípy je relativně dobrý.

## Historie
Lípa je posledním dochovaným stromem z původní lipové aleje, která vedla po staré kupecké cestě z Prahy přes Horní Krč ve směru na České Budějovice a dál na Vídeň.